# Heliga Treenighetens kyrka, Dobrošinci
Heliga Treenighetens kyrka (makedonska: Црква „Св. Троица“; translitteration: Tsrkva ''Sv. Troitsa'') är en makedonisk-ortodox kyrkobyggnad belägen i byn Dobrošinci, i Vasilevo kommun i den statistiska regionen Sydöstra regionen, i östra Nordmakedonien.
Kyrkan är helgad åt Treenigheten och tillhör Strumicas stift.

## Bilder

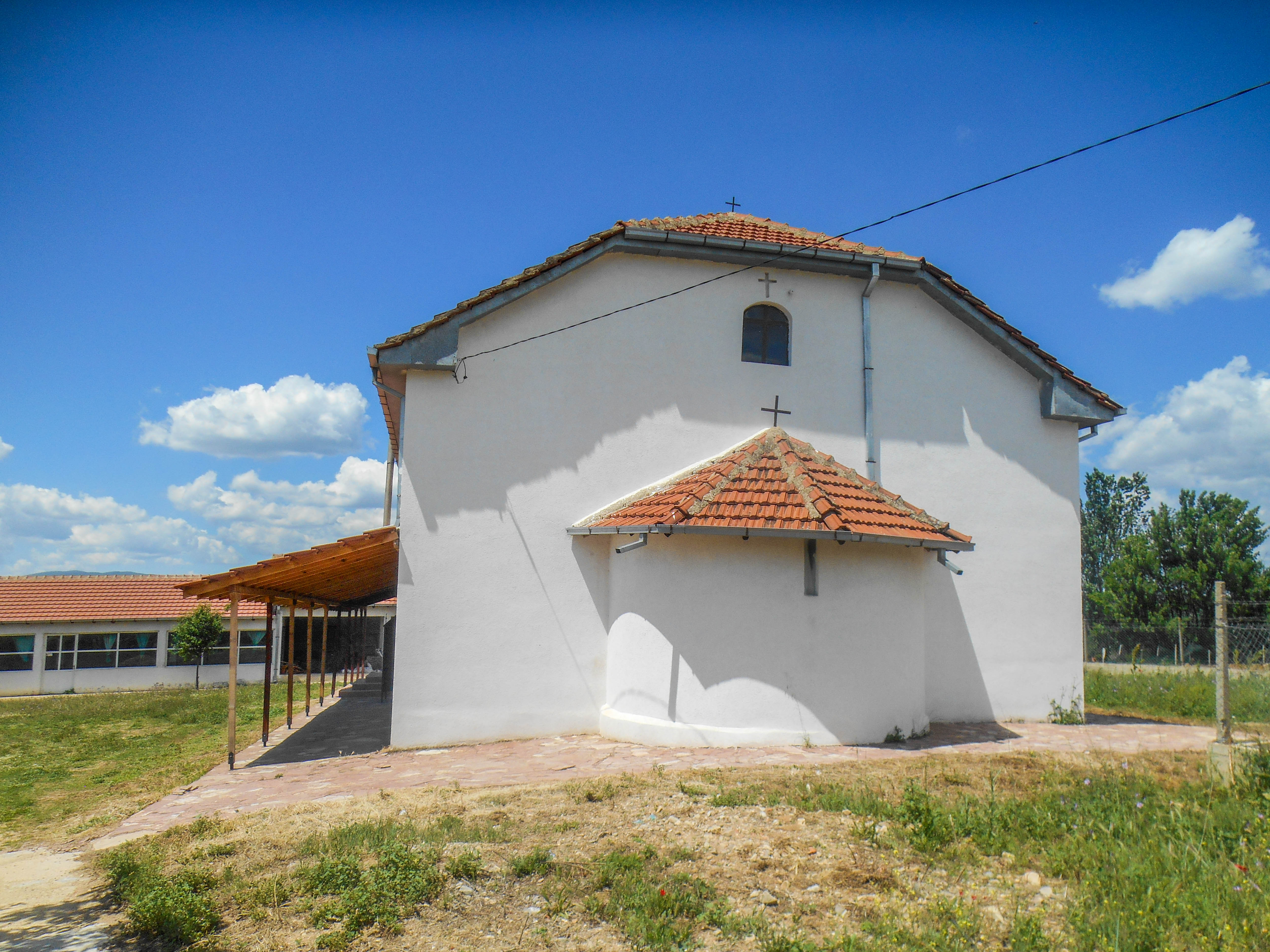
Absiden.
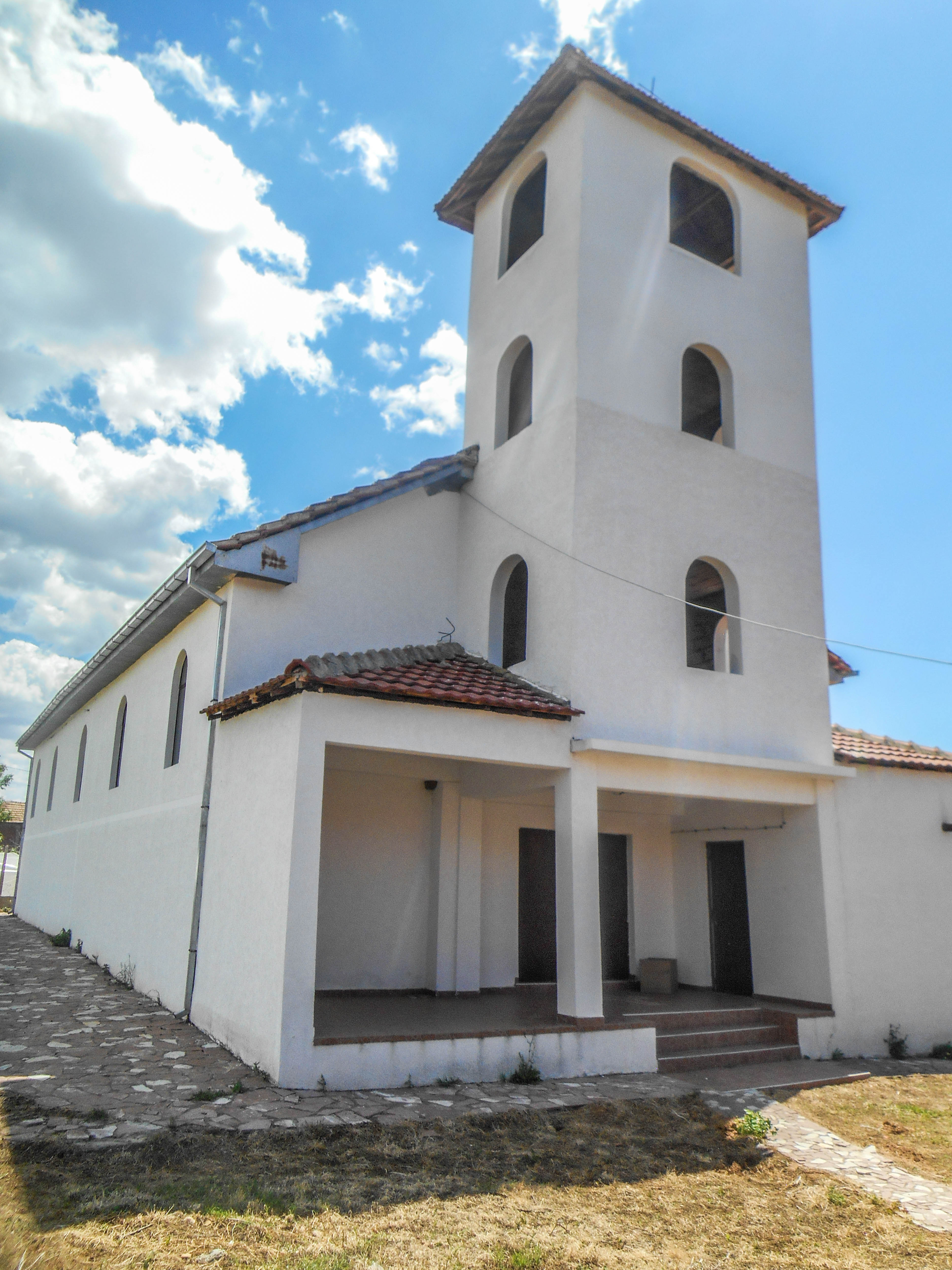
Framsidan och entrén.
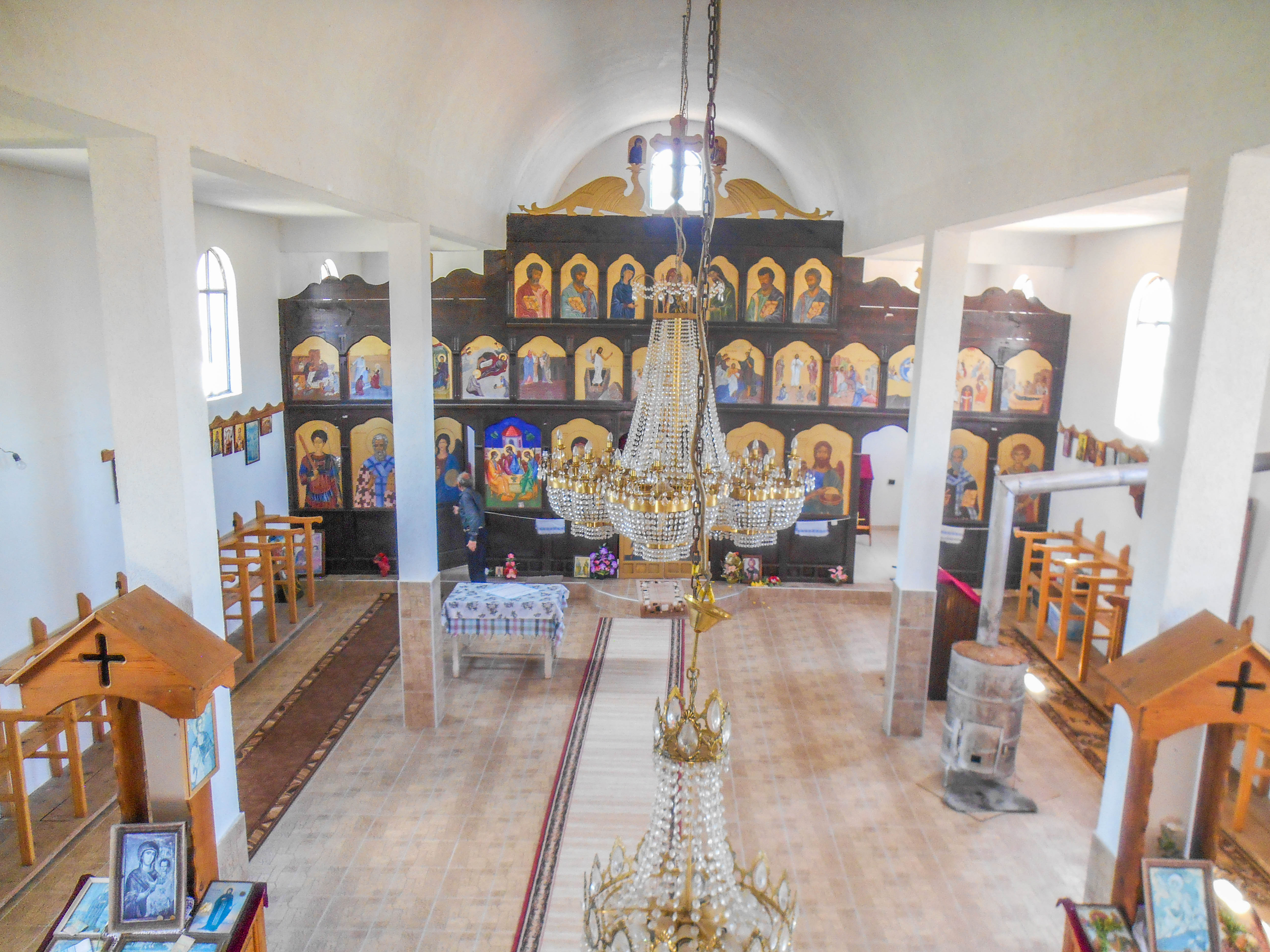
Kyrkans interiör mot ikonostasen.
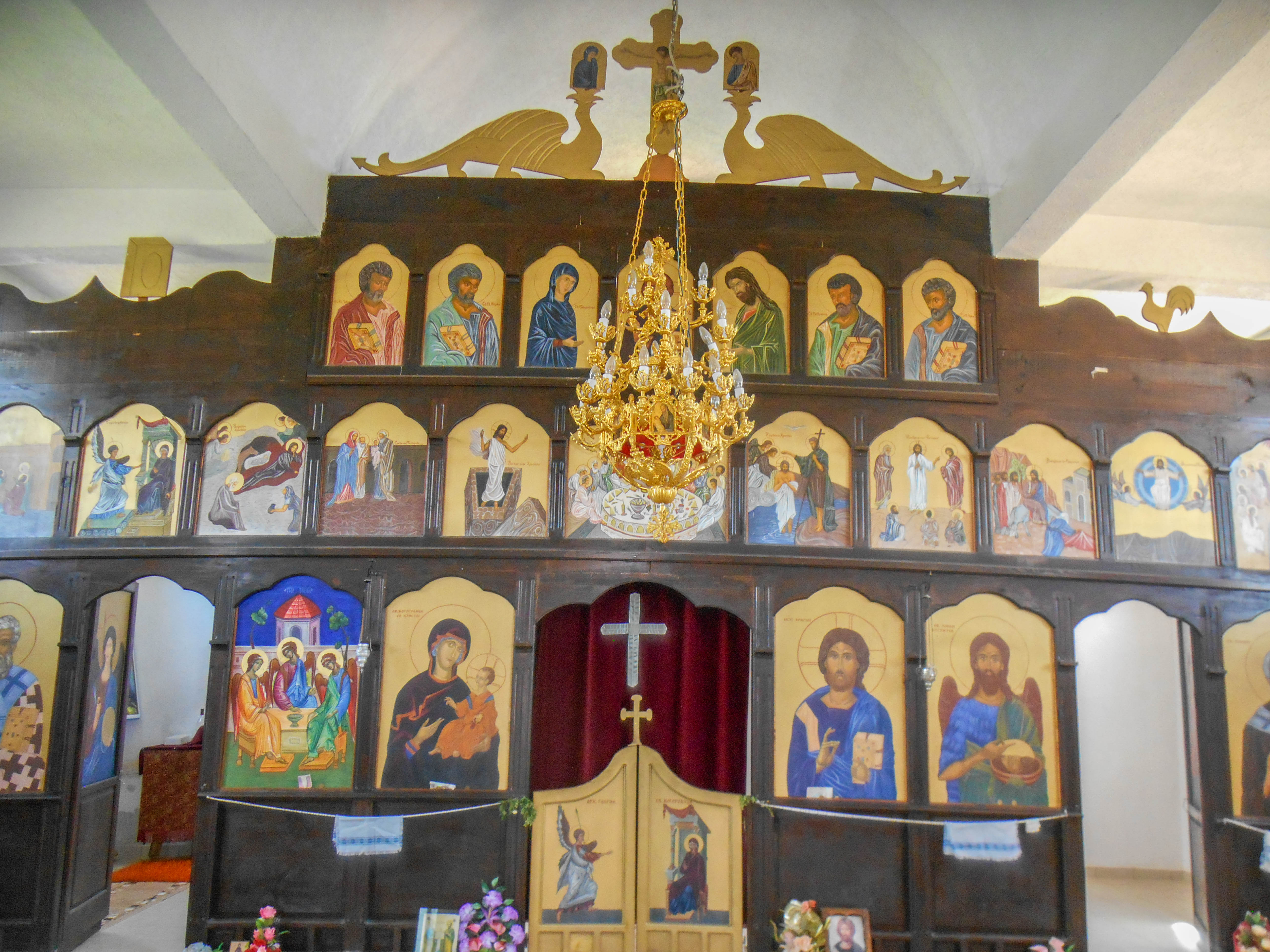
Närbild på ikonostasen.